# ワシントン郡 (メリーランド州)
ワシントン郡（英: Washington County）は、アメリカ合衆国メリーランド州の郡である。人口は15万4705人（2020年）。郡庁所在地はヘイガーズタウンであり、同郡で人口最大の都市である。
ワシントン郡は北にペンシルベニア州南部、南にバージニア州北部、南と西にウェストバージニア州東パンハンドル部と接している。1776年に設立されており、アメリカ独立戦争の将軍かつ初代アメリカ合衆国大統領になったジョージ・ワシントンの名前を冠した郡としては、国内初だった。ウェストバージニア州にも跨るヘイガーズタウン都市圏を構成する3郡の1つである。ワシントンとボルチモアから住民が流入しているため人口成長速度が高い郡である。

## 歴史
現在のワシントン郡を含むメリーランド州の西部は、1696年に植民地が造られたときにプリンスジョージズ郡に含められていた。その中には現在の6郡が含まれており、分割による新郡の創設が繰り返された。1748年にフレデリック郡が分離したのが最初だった。
ワシントン郡は1776年10月1日、フレデリック郡から分離して設立された。同時にモンゴメリー郡もフレデリック郡から分離して設立され、やはり独立戦争の将軍リチャード・モントゴメリーに因んで名付けられた。ワシントン郡の当初の領域には、1789年に設立されたアリゲイニー郡の領域など州西部全体が含まれており、アリゲイニー郡から1872年にガレット郡が作られた。
郡内には多くのアメリカ合衆国国家歴史登録財がある。

## 地理
ワシントン郡はアパラチア山脈の中に入っており、西部のリッジ・アンド・バレー地域から、東のサウス山まで伸びており、ブルーリッジ山脈の延長でもある。郡領域の多くはこれら2つの山並みの間にある広いヘイガーズタウン・バレーである。このバレーは、南のウェストバージニア州やバージニア州でシェナンドー・バレーとなり、北のペンシルベニア州ではカンバーランド・バレーとなる、グレート・アパラチアン・バレーの一部である。
ワシントン郡の北はペンシルベニア州との州境であるメイソン＝ディクソン線が郡境である。南はポトマック川とバージニア州およびウェストバージニア州、西はサイドリングヒル・クリークでアリゲイニー郡に接し、東はフレデリック郡とサウス山に接している。
アメリカ合衆国国勢調査局に拠れば、郡域全面積は467.55平方マイル (1,210.9 km2)であり、このうち陸地458.14平方マイル (1,186.6 km2)、水域は9.41平方マイル (24.4 km2)で水域率は2.01%である。

### 主要高規格道路
| - 州間高速道路68号線 - 州間高速道路70号線 - 州間高速道路81号線 - アメリカ国道11号線 - アメリカ国道40号線 - アメリカ国道40号線代替路 - アメリカ国道40号線景観路 - アメリカ国道340号線 - アメリカ国道522号線 - メリーランド州道34号線 - メリーランド州道56号線 - メリーランド州道57号線 - メリーランド州道58号線 - メリーランド州道60号線 - メリーランド州道62号線 - メリーランド州道63号線 | - メリーランド州道64号線 - メリーランド州道65号線 - メリーランド州道66号線 - メリーランド州道67号線 - メリーランド州道68号線 - メリーランド州道77号線 - メリーランド州道144号線 - メリーランド州道180号線 - メリーランド州道418号線 - メリーランド州道491号線 - メリーランド州道494号線 - メリーランド州道550号線 - メリーランド州道615号線 - メリーランド州道632号線 |

### 隣接する郡
- フルトン郡 (ペンシルベニア州) - 北西
- アリゲイニー郡 - 西
- モーガン郡 - 南西
- バークレー郡 (ウェストバージニア州) - 南
- ジェファーソン郡 (ウェストバージニア州) - 南
- ラウドン郡 (バージニア州) - 南東
- フレデリック郡 - 東
- フランクリン郡 (ペンシルベニア州) - 北東

## 郡政府

### 郡政委員会
ワシントン郡の首長は郡管理官と呼ばれている。ただし郡政委員会が郡政府として行政権限を執行している。
郡政委員会はメリーランド州で伝統的な郡政府形態である。選挙で選ばれる5人の委員で構成される。

### 州議会への代表
メリーランド州議会上院には2人の上院議員を送り出している。同下院には5つの選挙区から各1人を送り出している。

### 連邦議会への代表
ワシントン郡はアメリカ合衆国下院第6選挙区に属している。

## 人口動態
以下は2000年国勢調査による人口統計データである。（　）内は2010年データである。
| 基礎データ - 人口: 131,923人 (147,430人) - 世帯数: 49,726 世帯 - 家族数: 34,112 家族 - 人口密度: 111人/km2（315人/mi2） - 住居数: 52,972軒 - 住居密度: 45軒/km2（116軒/mi2） 人種別人口構成 - 白人: 89.71% (85.1%) - アフリカン・アメリカン: 7.77% (9.6%) - ネイティブ・アメリカン: 0.18% (0.2%) - アジア人: 0.80% (1.4%) - 太平洋諸島系: 0.04% (0.0%) - その他の人種: 0.46% (1.1%) - 混血: 1.04% (2.6%) - ヒスパニック・ラテン系: 1.19% (3.5%) 先祖による構成 - ドイツ系：32.1% - アメリカ人：21.4% - アイルランド系：8.8% - イギリス系：8.4% 年齢別人口構成 - 18歳未満: 23.4% - 18-24歳: 8.1% - 25-44歳: 31.3% - 45-64歳: 23.0% - 65歳以上: 14.2% - 年齢の中央値: 37歳 - 性比（女性100人あたり男性の人口） - 総人口: 104.5 - 18歳以上: 104.0 | 世帯と家族（対世帯数） - 18歳未満の子供がいる: 31.3% - 結婚・同居している夫婦: 54.0% - 未婚・離婚・死別女性が世帯主: 10.7% - 非家族世帯: 31.4% - 単身世帯: 26.0% - 65歳以上の老人1人暮らし: 11.1% - 平均構成人数 - 世帯: 2.46人 - 家族: 2.96人 収入と家計 - 収入の中央値 - 世帯: 40,617米ドル - 家族: 48,962米ドル - 性別 - 男性: 34,917米ドル - 女性: 24,524米ドル - 人口1人あたり収入: 20,062米ドル - 貧困線以下 - 対人口: 9.5% - 対家族数: 7.0% - 18歳未満: 12.3% - 65歳以上: 9.5% |

## 都市と町

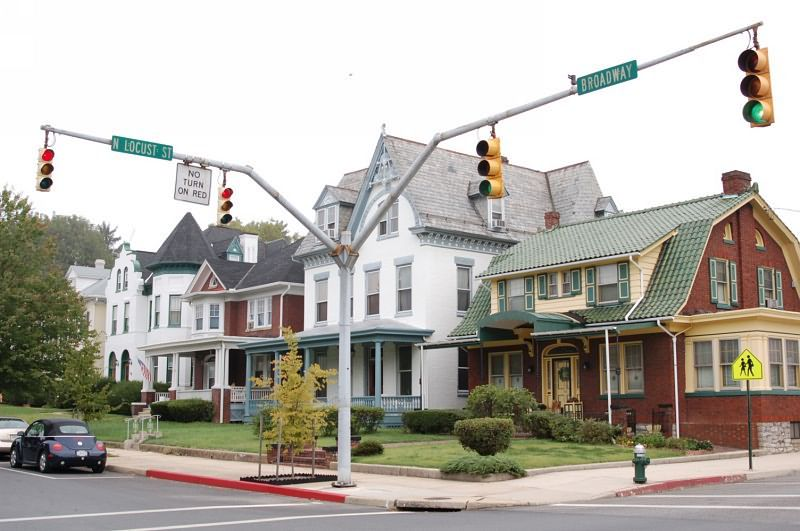
ヘイガーズタウン

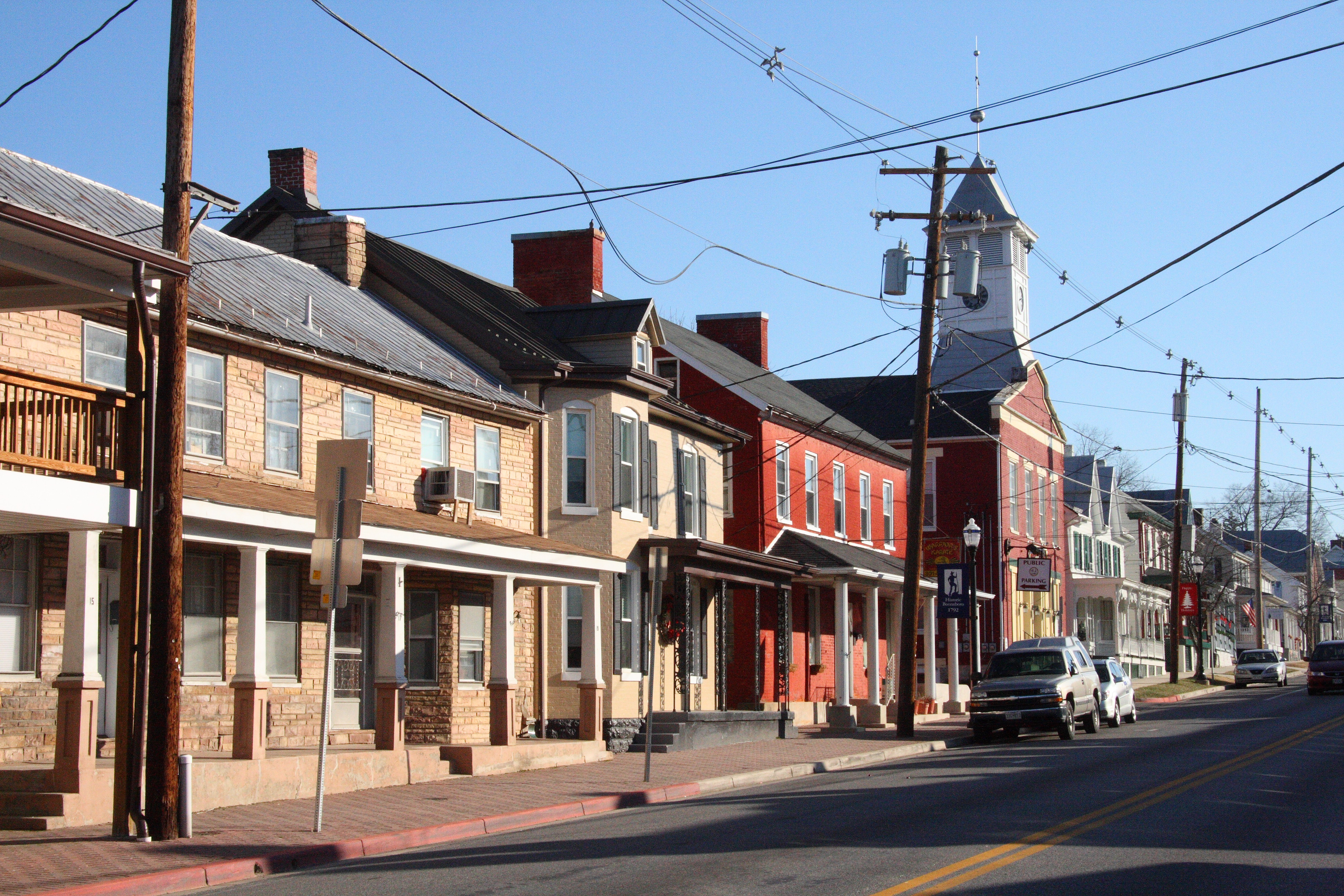
ブーンズボロ

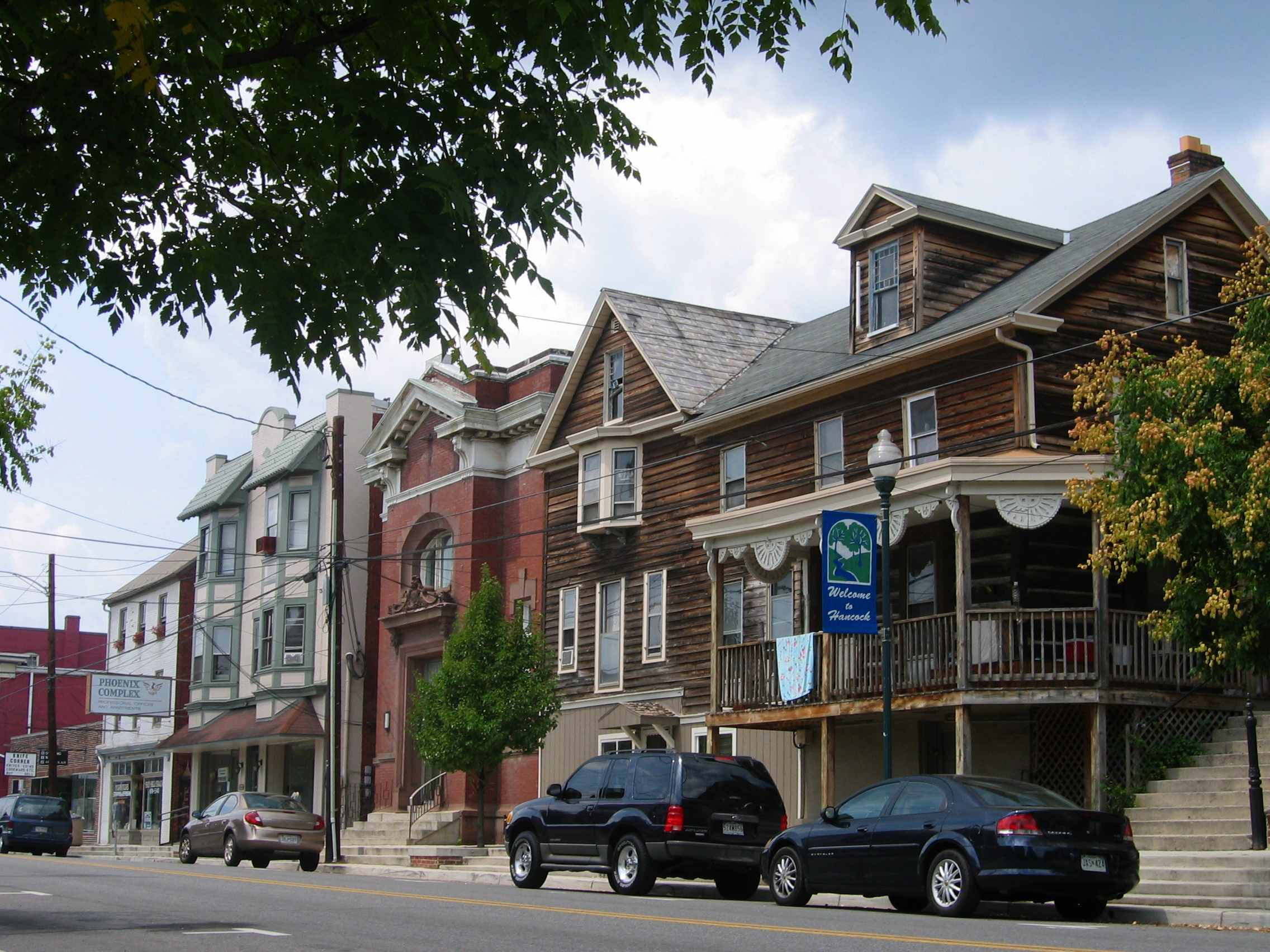
ハンコック

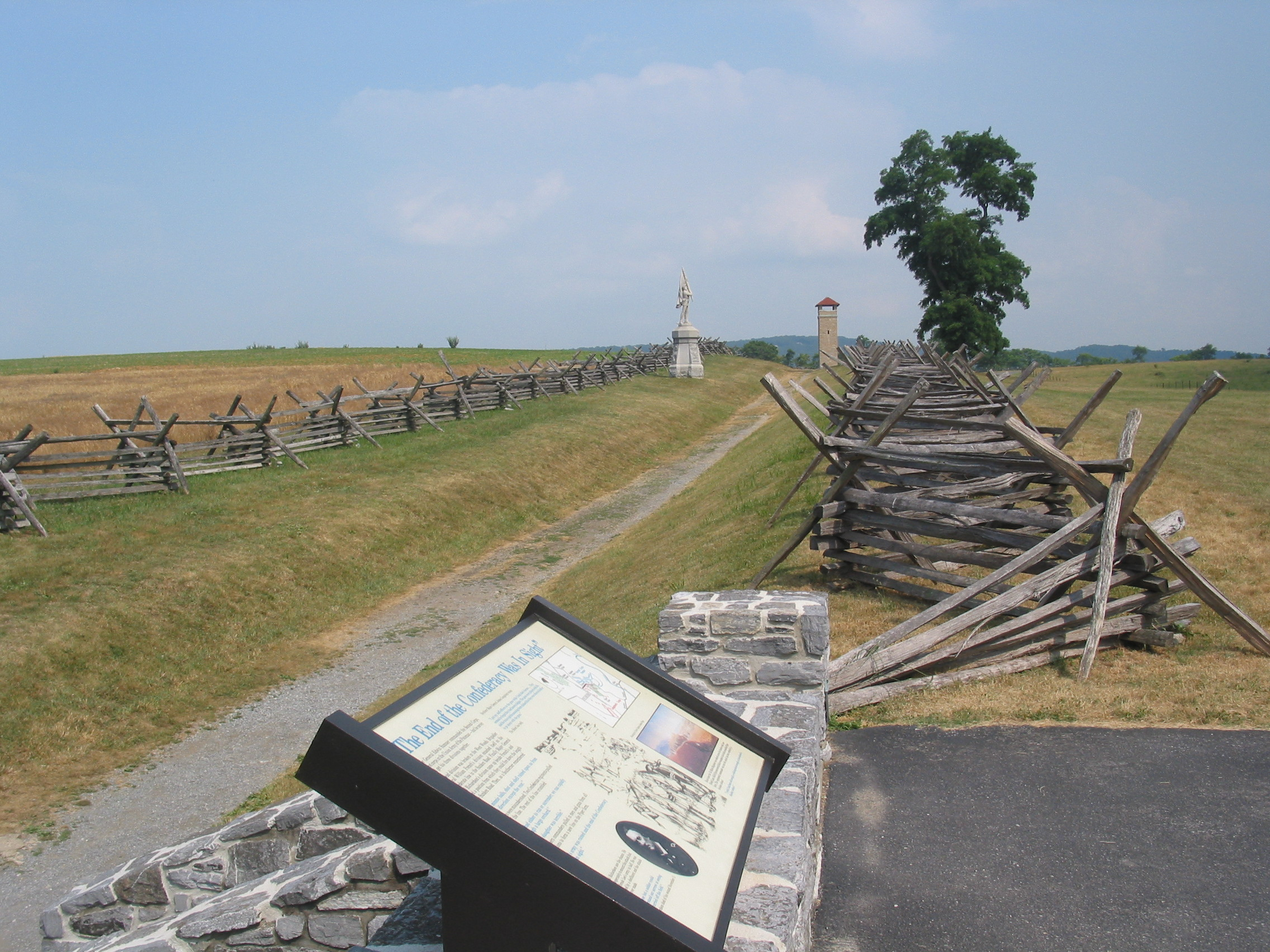
シャープスバーグ

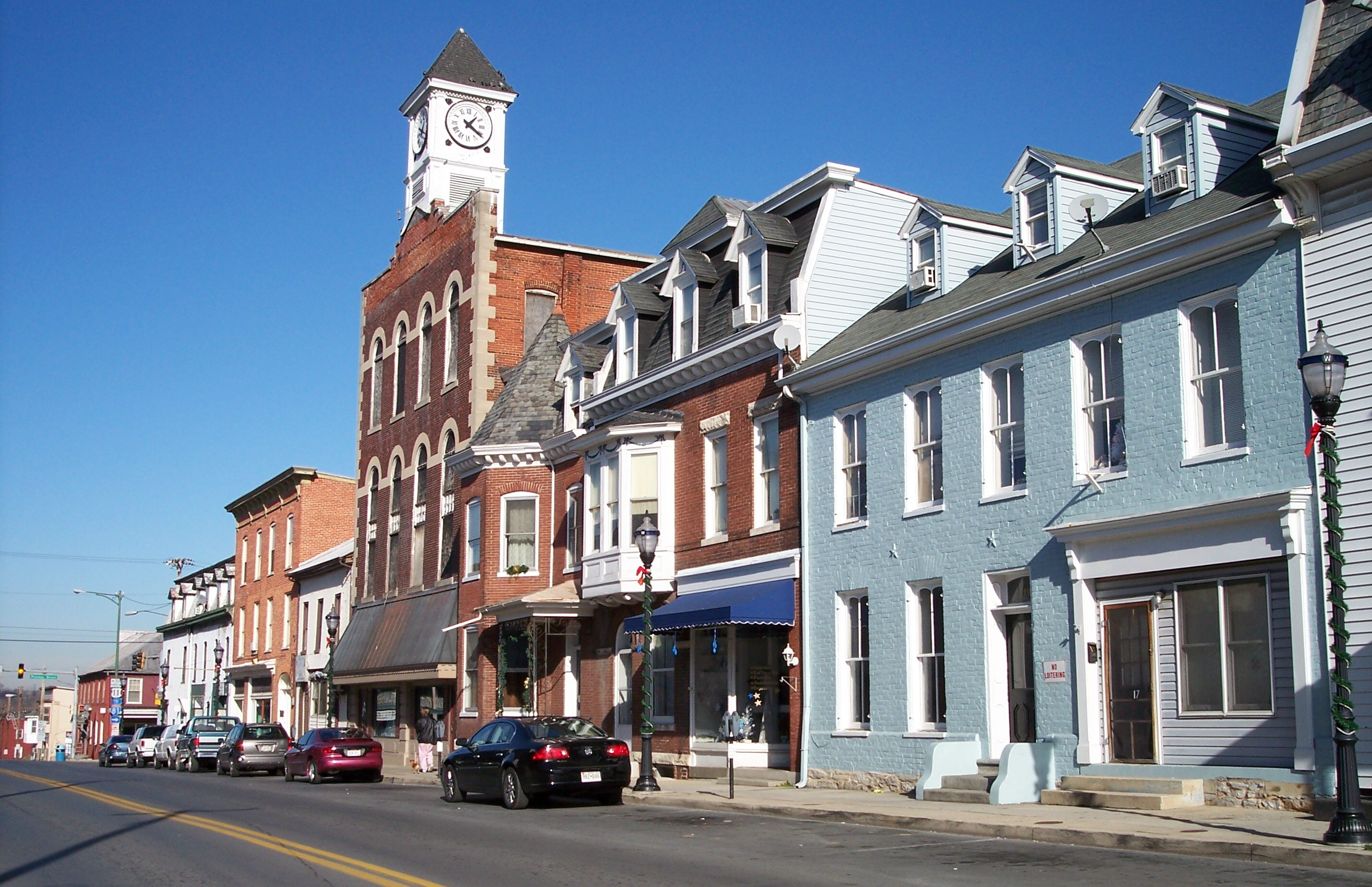
ウィリアムズポート

### 都市
- 1. ヘイガーズタウン（1813年法人化） - 郡庁所在地

### 町
- 1. ブーンズボロ
  2. クリアスプリング
  3. ファンクスタウン
  4. ハンコック
  5. キーディズビル
  6. シャープスバーグ
  7. スミスバーグ
  8. ウィリアムズポート

### 未編入の町
未編入領域も「町」と考えられるが、政府は無い。アメリカ合衆国国勢調査局、アメリカ合衆国郵便公社、地元商工会議所など様々な組織がその町を定義している。法人化はされていないので、その境界が定義されていない。アメリカ合衆国国勢調査局は以下の国勢調査指定地域を登録している。
1. ケイブタウン
2. チューズビル
3. フォートリッチー
4. ファウンテンヘッド・オーチャードヒルズ（ファウンテンヘッドとオーチャードヒルズを組み合わせている）
5. ハーフウェイ
6. ハイフィールド・カスケード（ハイフィールドとカスケードを組み合わせている）
7. リーターバーグ
8. モーガンズビル
9. マウントイートナ
10. マウントレナ
11. パラマウント・ロングメドウ（パラマウントとロングメドウを組み合わせている）
12. ロビンウッド
13. ローレンスビル
14. セントジェイムズ
15. サンマール
16. ウィルソン・コノコチーグ（ウィルソンとコノコチーグを組み合わせている）

その他の未編入領域として次の町がある。
1. アンティータム
2. ビーバークリーク
3. ベネボラ
4. ビッグプール
5. ブロードフォーディング
6. ブラウンズビル
7. バートナー
8. セアフォス
9. シーダーグローブ
10. ダーガン
11. ダウンズビル
12. イークルスミルズ
13. フェアプレイ
14. フェアビュー
15. ギャップランド
16. ハイエット
17. インディアンスプリングス
18. ジャグタウン
19. メイプルビル
20. マーサーズビル
21. ペクトンビル
22. ペンマール
23. パインズバーグ
24. リングゴールド
25. サンプルズマナー
26. サンディフック
27. スピールマン
28. トレゴ
29. バンリア
30. ウィーバートン
31. ウッドモント

## 公園とレクリエーション

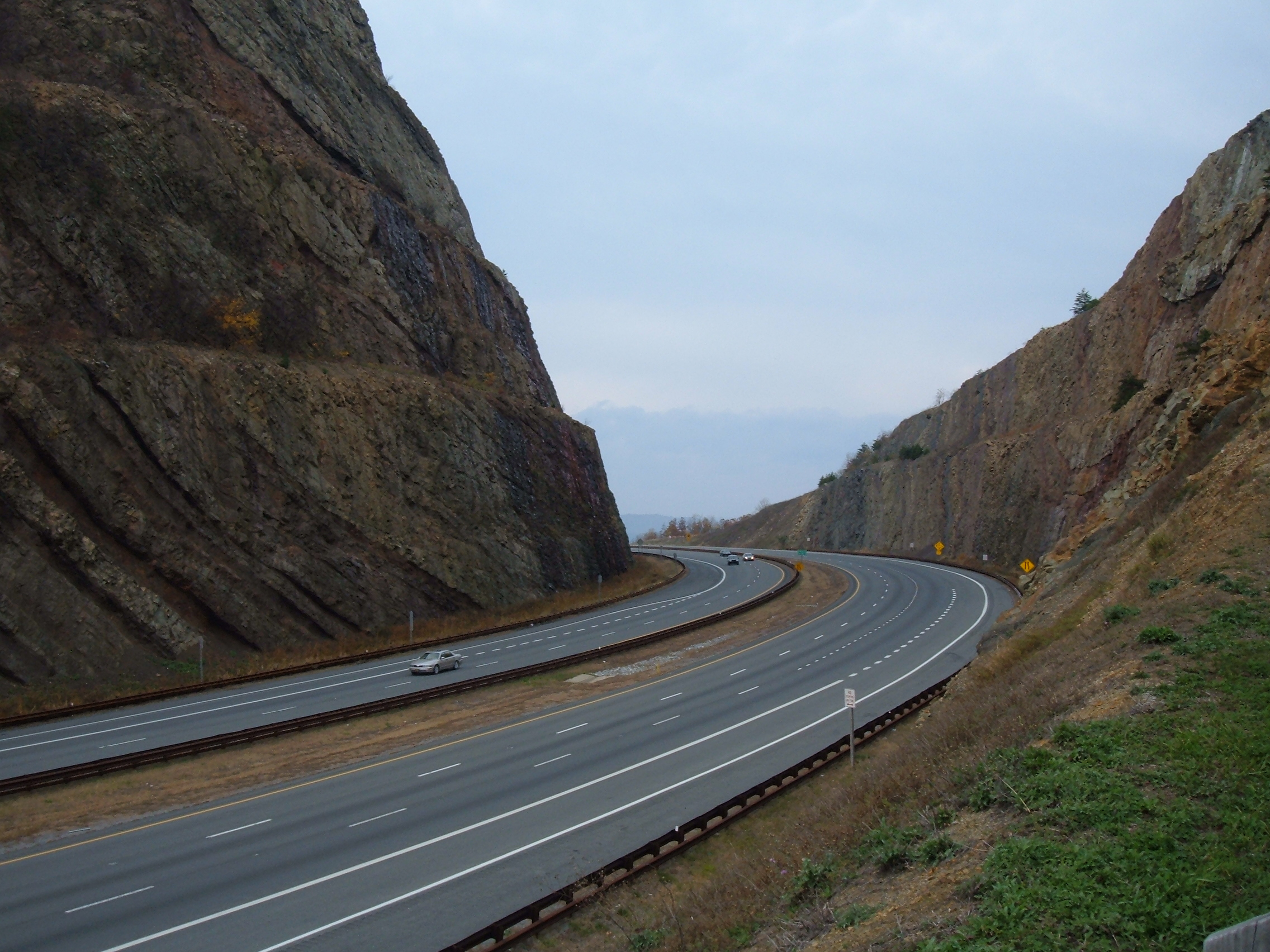
サイドリングヒル、州間高速道路68号線/アメリカ国道40号線のハンコック近く

### 国定公園
- アンティータム国立戦場跡
- アパラチアン国立景観側道
- チェサピーク・アンド・オハイオ運河国立歴史公園
- ハーパーズ・フェリー国立歴史公園

### 州立公園
- フレデリック砦州立公園
- トノロウェイ砦州立公園
- ガスランド州立公園
- グリーンブライア州立公園
- サウス山州立公園
- ワシントン記念碑州立公園

### その他のレクリエーション地域
- クリスタル・グロットーズ、州内唯一の公開洞窟
- サイドリングヒル、州間高速道路68号線/アメリカ国道40号線の切り通し、ハンコックの西役5マイル (8 km) にあり、1億年の地層が見られる
- ストーニークリーク農園
- ワシントン郡田園文化遺産博物館[5]

## 教育
郡内の公立学校はワシントン郡公共教育学区が管轄している
| - アンティータム・アカデミー、ヘイガーズタウン - バーバラ・イングラム芸術学校、ヘイガーズタウン - ブーンズボロ高校、ブーンズボロ - クリアスプリング高校、クリアスプリング - イブニング高校ヘイガーズタウン - ハンコック中・高校、ハンコック - ノースヘイガーズタウン高校、ヘイガーズタウン - スミスバーグ高校、スミスバーグ - サウスヘイガーズタウン高校、ヘイガーズタウン - ワシントン郡工業高校、ヘイガーズタウン - ウィリアムズポート高校、ウィリアムズポート | - ブロードフォーディング・アカデミー、ヘイガーズタウン - エマヌエル・クリスチャン学校、ヘイガーズタウン - ゲイトウェイ・アカデミー、ウィリアムズポート - グレイス・アカデミー、ヘイガーズタウン - ヘリテージ・アカデミー、ヘイガーズタウン - ハイランドビュー・アカデミー、ヘイガーズタウン - セントジェイムズ学校、セントジェイムズ - セントマリア・ゴレッティ高校、ヘイガーズタウン - トルース・クリスチャン・アカデミー、ヘイガーズタウン |

### 高等教育機関
- アンティータム・バイブルカレッジ、バイブル神学校、大学院[8]
- ヘイガーズタウン・コミュニティカレッジ、2年制公立
- カプラン・カレッジ、元ヘイガーズタウン実業カレッジ
- マウント・セントメアリーズ大学ヘイガーズタウン・キャンパス、MBAを提供
- メリーランド大学システムヘイガーズタウン校、メリーランド大学の分校、他の州立カレッジや大学と協業し、準学士、学士、修士を提供
- ビナヤカ・ミッションズ・アメリカ大学、世界中にキャンパスを展開するインドが本拠の大学であり、近年アメリカ合衆国初のキャンパスをヘイガーズタウンに開いた